# Фримпонг, Джереми
Джереми Агиекам Фримпонг (нидерл. Jeremie Agyekum Frimpong; родился 10 декабря 2000, Амстердам) — нидерландский футболист, правый защитник английского клуба «Ливерпуль» и сборной Нидерландов. Бронзовый призёр чемпионата Европы 2024.

## Клубная карьера
С девятилетнего возраста тренировался в футбольной академии «Манчестер Сити». Выступал за команду «Манчестер Сити» до 23 лет в резервной Премьер-лиге и в Юношеской лиге УЕФА.
2 сентября 2019 года подписал четырёхлетний контракт с шотландским «Селтиком». 25 сентября дебютировал за «Селтик» в матче Кубка шотландской лиги против «Партик Тисл». 19 октября дебютировал в шотландском Премьершипе в матче против «Росс Каунти». 27 октября 2019 года забил свой первый мяч за «Селтик» в игре против «Абердина».
27 января 2021 года перешёл в немецкий клуб «Байер 04», подписав четырёхлетний контракт.
1 июля 2025 года «Ливерпуль» активировал опцию выкупа контракта Фримпонга в размере 35 млн евро. Игрок подписал с английским клубом шестилетний контракт.

## Карьера в сборной
Фримпонг выступал за сборные Нидерландов до 19, до 20 лет и до 21 года.
13 октября 2023 года дебютировал за главную сборную Нидерландов в матче против сборной Франции.

### Матчи Фримпонга за сборную Нидерландов
| Матчи Фримпонга за сборную Нидерландов | Матчи Фримпонга за сборную Нидерландов | Матчи Фримпонга за сборную Нидерландов | Матчи Фримпонга за сборную Нидерландов | Матчи Фримпонга за сборную Нидерландов | Матчи Фримпонга за сборную Нидерландов |
| -------------------------------------- | -------------------------------------- | -------------------------------------- | -------------------------------------- | -------------------------------------- | -------------------------------------- |
| №                                      | Дата                                   | Соперник                               | Счёт                                   | Голы                                   | Соревнование                           |
| 1                                      | 13 октября 2023                        | Франция                                | 1:2                                    | —                                      | Чемпионат Европы 2024 (отбор)          |
| 1                                      | 22 марта 2024                          | Шотландия                              | 4:0                                    | —                                      | Товарищеский матч                      |

Итого: 2 матча / 0 голов; 1 победа, 0 ничьих, 1 поражение.

## Статистика выступлений
По состоянию на 11 мая 2025 года
| Выступление      | Выступление      | Выступление      | Чемпионат | Чемпионат | Кубки | Кубки | Еврокубки | Еврокубки | Итого | Итого |
| Клуб             | Лига             | Сезон            | Игры      | Голы      | Игры  | Голы  | Игры      | Голы      | Игры  | Голы  |
| ---------------- | ---------------- | ---------------- | --------- | --------- | ----- | ----- | --------- | --------- | ----- | ----- |
| Селтик           | Премьершип       | 2019/20          | 14        | 2         | 6     | 0     | 1         | 0         | 21    | 2     |
| Селтик           | Премьершип       | 2020/21          | 22        | 1         | 0     | 0     | 10        | 0         | 32    | 1     |
| Селтик           | Итого            | Итого            | 36        | 3         | 6     | 0     | 9         | 0         | 51    | 3     |
| Байер 04         | Бундеслига       | 2020/21          | 10        | 0         | 1     | 0     | 2         | 0         | 13    | 0     |
| Байер 04         | Бундеслига       | 2021/22          | 25        | 1         | 2     | 1     | 7         | 0         | 34    | 2     |
| Байер 04         | Бундеслига       | 2022/23          | 34        | 8         | 1     | 0     | 13        | 1         | 48    | 9     |
| Байер 04         | Бундеслига       | 2023/24          | 31        | 9         | 6     | 2     | 10        | 3         | 47    | 14    |
| Байер 04         | Бундеслига       | 2024/25          | 33        | 5         | 5     | 0     | 10        | 0         | 48    | 5     |
| Байер 04         | Итого            | Итого            | 133       | 23        | 15    | 3     | 42        | 4         | 190   | 30    |
| Всего за карьеру | Всего за карьеру | Всего за карьеру | 169       | 26        | 21    | 3     | 51        | 4         | 241   | 33    |

## Достижения

### Командные достижения
«Селтик»
- Чемпион Шотландии: 2019/20
- Обладатель Кубка Шотландии: 2019/20[16]
- Обладатель Кубка шотландской лиги: 2019/20[17]

«Байер 04»
- Чемпион Германии: 2023/24
- Обладатель Кубка Германии: 2023/24
- Обладатель Суперкубка Германии: 2024

### Личные достижения
- Входит в состав символической команды сезона в Бундеслиге (2): 2022/23[18], 2023/24[19]
- Входит в состав символической команды сезона в Бундеслиге по мнению VDV (2): 2022/23[20], 2023/24[21]
- Входит в состав символической сборной сезона Лиги Европы УЕФА: 2023/24[22]